# فرنتس مولنار
فرنتس مولنار (مجاری: Molnár Ferenc; ۱۲ ژانویهٔ ۱۸۷۸ – ۱ آوریل ۱۹۵۲) یک نویسنده، روزنامه‌نگار، نمایش‌نامه‌نویس و فیلم‌نامه‌نویس اهل مجارستان بود. از آثار او می‌توان به نمایش لیلیوم (۱۹۰۹) اشاره کرد.